# 東北文化学園専門学校
東北文化学園専門学校（とうほくぶんかがくえんせんもんがっこう）とは、宮城県仙台市にある私立の専修学校である。
1978年（昭和53年）に開学。運営法人である学校法人東北文化学園大学では、2026年（令和8年）3月末で同校を廃止する方針である。そのため生徒募集は2023年度までとなり、2024年度以降は募集停止となる（専攻科は2025年度まで生徒を募集し以降は募集停止）。

## 学科
- 医療技術学科
  - 視能訓練士科
- 総合福祉学科
  - 介護福祉科
  - 社会福祉科
- 医療ビジネス学科
  - 医療秘書科
    - 医療秘書コース
    - 診療情報管理士コース

  - 医療情報管理科
    - 医療情報管理コース
    - 診療情報管理士コース

  - 診療情報管理士専攻科
- 建築デザイン学科
  - 建築土木科
  - インテリア科